# Marlon Keizer
Marlon Keizer (24 maart 1969) is een Nederlands voormalig profvoetballer die als centrale middenvelder speelde.
Keizer begon bij Arnhemse Boys en kwam in 1988 bij Vitesse. In zijn eerste seizoen, waarin Vitesse kampioen werd, kwam hij in drie wedstrijden in de Eerste divisie in actie alsmede in één bekerduel. In oktober 1990 speelde hij zijn vierde competitieduel voor Vitesse wat tevens zijn Eredivisiedebuut was. Een maand later werd hij tot het einde van het seizoen verhuurd aan N.E.C. waarvoor hij vijfmaal in actie kwam in de Eredivisie en eenmaal in de beker. Keizer keerde terug bij Vitesse maar kwam niet meer aan bod. Vervolgens speelde hij een seizoen voor SV Hatert in de Zondag Hoofdklasse B. Hij was actief in het zaalvoetbal, onder meer bij FCK De Hommel, EFC Cibatax en KW & JM Ritmo. Als veldspeler speelde Keizer nog voor onder meer AZ 2000, DVC '26 en stopte hij in 2008 bij Arnhemia.
Als jeugdtrainer bij ESA begon Keizer zijn trainersloopbaan. Daarnaast is hij hoofdconducteur bij de NS. In 2009 werd hij hoofdtrainer van AZ 2000 en daarna weer een jaar jeugdtrainer. In 2011 werd hij trainer van VV Elsweide waar hij in 2013 vertrok naar Eendracht Arnhem. Daar vertrok hij in 2016. In het seizoen 2018/19 zou hij wederom trainer van AZ 2000 zijn. Maar onrust in de spelersraad liet hem voor 1 jaar tekenen bij Arnhemia.